# Premis Feroz
Els Premis Feroz són uns premis cinematogràfics espanyols, creats el mes de novembre de 2013 per l'Associació d'Informadors Cinematogràfics d'Espanya amb caràcter anual per reconèixer el mèrit i la qualitat de les produccions espanyoles. La primera gala d'entrega de premis es va celebrar el 27 de gener de 2014.
La intenció d'aquests guardons és la de convertir-se en l'avantsala dels Premis Goya, fet que ha provocat que se'ls citi com els Globus d'Or espanyols.
La distribució original de premis constava d'onze categories: pel·lícula dramàtica, comèdia, direcció de cinema, actor i actriu protagonistes, actor i actriu de repartiment, guió, música original, tràiler i cartell de cinema. Paral·lelament, també s'entregaven dos premis addicionals, el Feroz d'Honor a tota una carrera i el Premi Especial, que es destinava a la pel·lícula que hagués obtingut una millor carrera comercial. Els premis eren designats pel Comitè Organitzador dels guardons. A partir de la IV edició, es van incorporar els premis a sèries de televisió, així com a actors i actrius de televisió, tant en categoria de protagonistes com de repartiment; així com els premis a documentals.

## Categories

### Cinema
- Millor pel·lícula dramàtica
- Millor comèdia
- Millor direcció
- Millor guió
- Millor actor protagonista
- Millor actriu protagonista
- Millor actor de repartiment
- Millor actriu de repartiment
- Millor música original
- Millor tràiler
- Millor cartell

### Televisió
- Millor sèrie dramàtica
- Millor sèrie de comèdia
- Millor actor protagonista d'una sèrie
- Millor actriu protagonista d'una sèrie
- Millor actor de repartiment d'una sèrie
- Millor actriu de repartiment d'una sèrie

### Premis especials
- Premi Feroz d'Honor a tota una carrera
- Premi Especial

## Edicions
La primera edició d'aquests premis va constar d'onze categories, tenint lloc el 27 de gener de 2014 als cines Callao de Madrid.
| Edició | Any  | Data de la gala | Lloc i ciutat Presentadors                                 | Millor pel·lícula dramàtica | Millor comèdia             | Millor direcció                                       |
| ------ | ---- | --------------- | ---------------------------------------------------------- | --------------------------- | -------------------------- | ----------------------------------------------------- |
| I      | 2014 | 27 gener 2014   | Cine Callao, Madrid amb Alexandra Jiménez                  | Stockholm                   | 3 bodas de más             | David Trueba per Vivir es fácil con los ojos cerrados |
| II     | 2015 | 25 gener 2015   | Teatro Las Ventas amb Bárbara Santa-Cruz                   | La isla mínima              | Carmina y amén             | Alberto Rodríguez per La isla mínima                  |
| III    | 2016 | 19 gener 2016   | Teatro Príncipe Pío amb Silvia Abril                       | La novia                    | Negociador                 | Paula Ortiz Álvarez per La novia                      |
| IV     | 2017 | 23 gener 2017   | Palacete de los Duques de Pastrana amb Antonio de la Torre | Tarde para la ira           | Kiki, el amor se hace      | Raúl Arévalo per Tarde para la ira                    |
| V      | 2018 | 22 gener 2018   | Complejo Magariños de Madrid amb Julián López              | Estiu 1993                  | La llamada                 | Carla Simón per Estiu 1993                            |
| VI     | 2019 | 19 gener 2019   | Bilbao Arena, Biscaia amb Ingrid García-Jonsson            | El reino                    | Campeones                  | Rodrigo Sorogoyen per El reino                        |
| VII    | 2020 | 16 gener 2020   | Auditori d'Alcobendas, Madrid amb María Hervás             | Dolor y gloria              | Ventajas de viajar en tren | Pedro Almodóvar per Dolor y gloria                    |
| VIII   | 2021 | 2 març 2021     | Auditori d'Alcobendas, Madrid amb Pilar Castro             | Las niñas                   | La boda de Rosa            | Pilar Palomero per Las niñas                          |
| IX     | 2022 | 29 gener 2022   | Auditori de Saragossa, Saragossa amb Nacho Vigalondo       | Maixabel                    | El buen patrón             | Rodrigo Cortés per Love Gets a Room                   |
| X      | 2023 | 28 gener 2023   |                                                            |                             |                            |                                                       |